# Maurice Grammont
Maurice Grammont (Damprichard, 15 d'abril de 1866 - Montpeller, 17 d'octubre de 1946) fou un romanista i indoeuropeista, dialectòleg i fonetista francès.

## Vida i obra
Grammont va estudiar a la Sorbona amb Michel Bréal, Arsène Darmesteter, Jules Gilliéron, Gaston Paris, Henri d'Arbois de Jubainville i Ferdinand de Saussure i amplià els estudis cap a la indoeuropeística en altres universitats com la Universitat de Friburg amb Rudolf Thurneysen i la de Berlin amb Johannes Schmidt. Va defensar les dues tesis doctorals a la Sorbona el 1895 La dissimilation consonantique dans les langues indo-européennes et dans les langues romanes (Dijon, 1985) i De liquidis sonantibus indagationes aliquot. Des de 1892 i fins a 1895 va ser professor de lingüística a la Universitat de Dijon, i de 1895 fins a 1939 fou catedràtic de gramàtica i filologia a la Universitat de Montpeller. Sota la influència de l'abbé Rousselot va fundar el Laboratoire de phonétique expérimentale el 1905 a Montpeller. I fou director de la Revue des langues romanes des de 1908. Es considerava també alumne del seu amic i pràcticament contemporani Antoine Meillet (1866-1936). La seva obra més important fou el Traité de phonétique, publicada en plena maduresa, el 1933.

## Publicacions
- Le patois de la Franche-Montagne et en particulier de Damprichard (Franche-Comté), París 1901 (accessible en línia)
- Le vers français, ses moyens d'expression, son harmonie, París 1904
- Petit traité de versification française, París 1911
- La prononciation française et comment se prononce le français, París 1913
- Traité pratique de prononciation française, París 1914
- Traite de phonétique, París 1933
- Phonétique du grec ancien, Lyon/París 1948
- Essai de psychologie linguistique, style et poésie, París 1950